# النبي صالح (مصر)
قرية النبي صالح هي إحدى القرى التابعة لمركز سانت كاترين في محافظة جنوب سيناء في جمهورية مصر العربية. حسب إحصاءات سنة 2018، بلغ إجمالي السكان في النبي صالح 2,086 نسمة، منهم 1,066 رجل و 1,020 إمرأة.